# Казалма
Казалма — деревня в Ганьковском сельском поселении Тихвинского района Ленинградской области.

## История
КАЗАЛМА — деревня Казаломского общества, прихода Капецкого погоста. Река Паша. 

Крестьянских дворов — 9. Строений — 15, в том числе жилых — 10.

Число жителей по семейным спискам 1879 г.: 23 м. п., 26 ж. п.; по приходским сведениям 1879 г.: 18 м. п., 35 ж. п.

В конце XIX — начале XX века деревня административно относилась к Куневичской волости 2-го земского участка 2-го стана Тихвинского уезда Новгородской губернии.

КАЗАЛМА — деревня Казаломского общества, дворов — 11, жилых домов — 19, число жителей: 39 м. п., 45 ж. п. 

Занятия жителей — земледелие, лесные промыслы. Река Паша. (1910 год)

Деревня Казалма на карте 1932 года

Согласно карте Ленинградской области Северо-западного аэрогеодезического треста ГГУ издания 1932 года деревня насчитывала 7 крестьянских дворов.
По данным 1933 года деревня Казалма входила в состав Щекотовского сельсовета Капшинского района Ленинградской области.
По данным 1966 и 1973 годов деревня Казалма входила в состав Михалёвского сельсовета.
По данным 1990 года деревня Казалма входила в состав Ганьковского сельсовета.
В 1997 и 2002 годах в деревне Казалма Ганьковской волости постоянного населения не было.
В 2007 и 2010 годах в деревне Казалма Ганьковского СП, также не было постоянного населения.

## География
Деревня расположена в центральной части района к югу от автодороги 41К-946 (Озровичи — Пашозеро — Шугозеро — Ганьково).
Расстояние до административного центра поселения — 11 км.
Расстояние до ближайшей железнодорожной станции Тихвин — 50 км.
Деревня находится на правом берегу реки Паша.

## Демография
| 2007 | 2010 | 2017 |
| ---- | ---- | ---- |
| 0    | →0   | →0   |

Согласно данным Всероссийской переписи населения 2021 года в деревне постоянного населения не было.